# Linalol
El linalol (en anglès, linalool) és un alcohol monoterpè que es troba en la natura en moltes flors i espècies de plantes com per exemple la farigola i l'espígol. Té també moltes aplicacions comercials, la majoria basades en l'aroma. Té altres noms en anglès com β-linalool, linalyl alcohol, linaloyl oxide, p-linalool, allo-ocimenol, i 2,6-dimethyl-2,7-octadien-6-ol.

## A la natura
Unes 200 espècies de plantes produeixen linalol, principalment de la família lamiàcia Lauràcia i Rutàcia (cítrics) però també els bedolls i altres plantes, des de climes boreals als tropicals, així com en alguns fongs.

## Enantiòmers
El linalol té un centre estereogènic a C₃ i, per tant, dos estereoisòmers: licareol és (R)-(–)-linalol amb CAS No. 126–90–9 (PubChem 67179) i coriandrol és (S)-(+)-linalol amb CAS No. 126–91–0 (PubChem 13562).

(S)-(+)-linalol (esquerra) i (R)-(–)-linalool (dreta)

Les dues formes enantiomèriques es troben a la natura: S-linalol és, per exemple, el principal constituent de l'oli essencial de coriandre (Coriandrum sativum L.) i de l'oli essencial de tarongina. (R)-linalol és present a l'oli essencial d'espígol, llorer i alfàbrega, entre d'altres.

## Biosíntesi
En plantes superiors el linalol i altres monoterpens es produeix a partir del pirofosfat d'isopentenil via l'intermediari universal pirofosfat de geranil amb enzims anomenats sintases terpèniques.

## Usos
Linalol es fa servir com a perfum en un 60-80% de productes d'higiene perfumats i agents de neteja incloent sabons, detergents, xampús i locions. També es fa servir com a agent químic intermedi. Un derivat del linalol és la vitamina E. A més es fa servir com insecticida contra puces i paneroles, i com repel·lent de mosquits, tot i no ser massa eficaç.
Akio Nakamura i altres diuen que inhalar linalol redueix l'estrès en rates de laboratori.

## Seguretat
El linalol gradualment en contacte amb l'oxigen forma un subproducte que pot causar al·lèrgia i èczema en algunes persones.